# Stafford (Kansas)
Stafford – miasto w Stanach Zjednoczonych, w stanie Kansas, w hrabstwie Stafford.